# 多拉鎮區 (伊利諾伊州莫爾特里縣)
多拉鎮區（英語：Dora Township）是位於美國伊利諾伊州莫爾特里縣的一個行政鎮區。

## 地方資料
根據2010年美國人口普查的數據，多拉鎮區的面積為90.80平方千米，當中陸地面積為90.80平方千米，而水域面積為0.00平方千米。當地共有人口784人，而人口密度為每平方千米8.63人。